# Haibei
De autonome Tibetaanse Prefectuur Haibei (Vereenvoudigd Chinees: 海北藏族自治州; Pinyin: Hǎiběi Zàngzú Zìzhìzhōu; Tibetaans: མཚོ་བཡྣང་བོད་རིགས་རང་སྐྱོང་ཁུལ་; (Mtsho-byang Bod-rigs rang-skyong-khul); Tsjojang) is een autonome prefectuur voor Tibetanen in de provincie Qinghai, China. De prefectuur ligt in het noorden van de provincie. In het verleden was Haibei onderdeel van de historische Tibetaanse provincie Amdo. De hoofdstad van de prefectuur is Xihai in het Arrondissement Haiyan.
De naam Haibei betekent "ten noorden van het (Qinghai)meer". De prefectuur ligt ook aan de noordelijke oever van het Qinghaimeer op het Tibetaans Hoogland.

## Bevolking
Hoewel de autonome prefectuur speciaal voor Tibetanen is vormen deze slechts de derde bevolkingsgroep, met iets minder dan een kwart van de totale bevolking. De Hui vormen de grootste bevolkingsgroep en hebben een autonoom arrondissement. Zij worden gevolgd door de Han. De overige bevolkingsgroepen zijn voornamelijk Mongolen en Tu.

## Bestuurlijke divisies
De regio bestaat uit vier divisies op arrondissementniveau.
| Arrondissement                       | Arrondissement | Administratief centrum | Administratief centrum |
| Naam                                 | Chinees        | Naam                   | Chinees                |
| ------------------------------------ | -------------- | ---------------------- | ---------------------- |
| Arrondissement Haiyan                | 海晏县         | Xihai                  | 西海镇                 |
| Arrondissement Qilian                | 祁连县         | Babao                  | 八宝镇                 |
| Arrondissement Gangca                | 刚察县         | Shaliuhe               | 沙柳河镇               |
| Autonoom Hui Arrondissement Mengyuan | 门源回族自治县 | Haomen                 | 浩门镇                 |